# Angry young men

Angry young men [ˈæŋɡɹi jʌŋ mɪn] (litt. « jeunes hommes en colère »), est une expression utilisée par la presse britannique pour désigner un groupe d'auteurs dramatiques et de romanciers apparus durant les années 1950. 
Même si leur influence se fait toujours sentir aujourd'hui, l’expression est devenue rapidement obsolète et n'est plus guère associée qu'à des œuvres datant du milieu des années 1950 au début des années 1960. 

## Histoire
Reprenant le titre d'une autobiographie (1951) de Leslie Allen Paul, l'expression angry young men est utilisée pour la première fois dans des journaux britanniques à la suite du succès de la pièce La Paix du dimanche (Look Back in Anger) de John Osborne (1956), dont le réalisme sans concession bouleverse la scène britannique. De même que la critique avait parlé de kitchen sink painters (« peintres d'évier de cuisine ») à propos du « réalisme anti-artistique » des peintres britanniques des années 1940-1950, notamment John Bratby, elle parle désormais de « kitchen sink dramatists ». 
En rupture avec une certaine forme d'intellectualisme et avec ses diktats, extérieure aux idéologies aussi bien communiste que libérale, cette génération est constituée d'une nouvelle élite issue des Grammar Schools, qui se heurte à un système social où les préjugés favorisent toujours l'élite traditionnelle. Les héros de leurs romans ou de leurs pièces sont généralement issus de milieux modestes et portent sur la société, notamment sur l’establishment, un regard cynique et désabusé. 
Relayées par le cinéma, les œuvres de John Osborne, de John Braine (1922-1986), de Kingsley Amis, d’Alan Sillitoe, ou de Keith Waterhouse  touchent un large public et accompagnent la Nouvelle Vague du cinéma britannique (le Free Cinema). Leurs héros sont des anti-héros, des rebelles mais des rebelles sans cause, mus par leur rejet des barrières sociales ou des conventions qui les entravent, ils sont les working class heroes.
En 1976, le chanteur américain Billy Joel intitule une de ses chansons Prelude/Angry Young Man. Elle figure sur l'album Turnstiles. 

## Caractéristiques littéraires
Les angry young men utilisent une langue simple et directe. 
Ils ne sont pas attirés par les styles du type « l'art pour l'art » comme le roman expérimental, ni par l'abstraction formelle.

## Écrivains associés au mouvement
- Kingsley Amis
- Edward Bond
- John Braine
- William Cooper
- Thomas Hinde
- Stuart Holroyd
- Bill Hopkins
- Philip Larkin
- John Osborne
- Harold Pinter
- Alan Sillitoe
- David Storey
- John Wain
- Arnold Wesker
- Colin Wilson